# نادی‌ونییم
نادْیْ‌وِنییم (به مجاری:  Nagyvenyim) یک شهرداری در مجارستان است که در ناحیه دونااوی‌واروش واقع شده‌است. نادی‌ونییم ۴۳٫۶۸ کیلومتر مربع مساحت و ۴٬۰۸۱ نفر جمعیت دارد.